# Compagnie des tramways normands

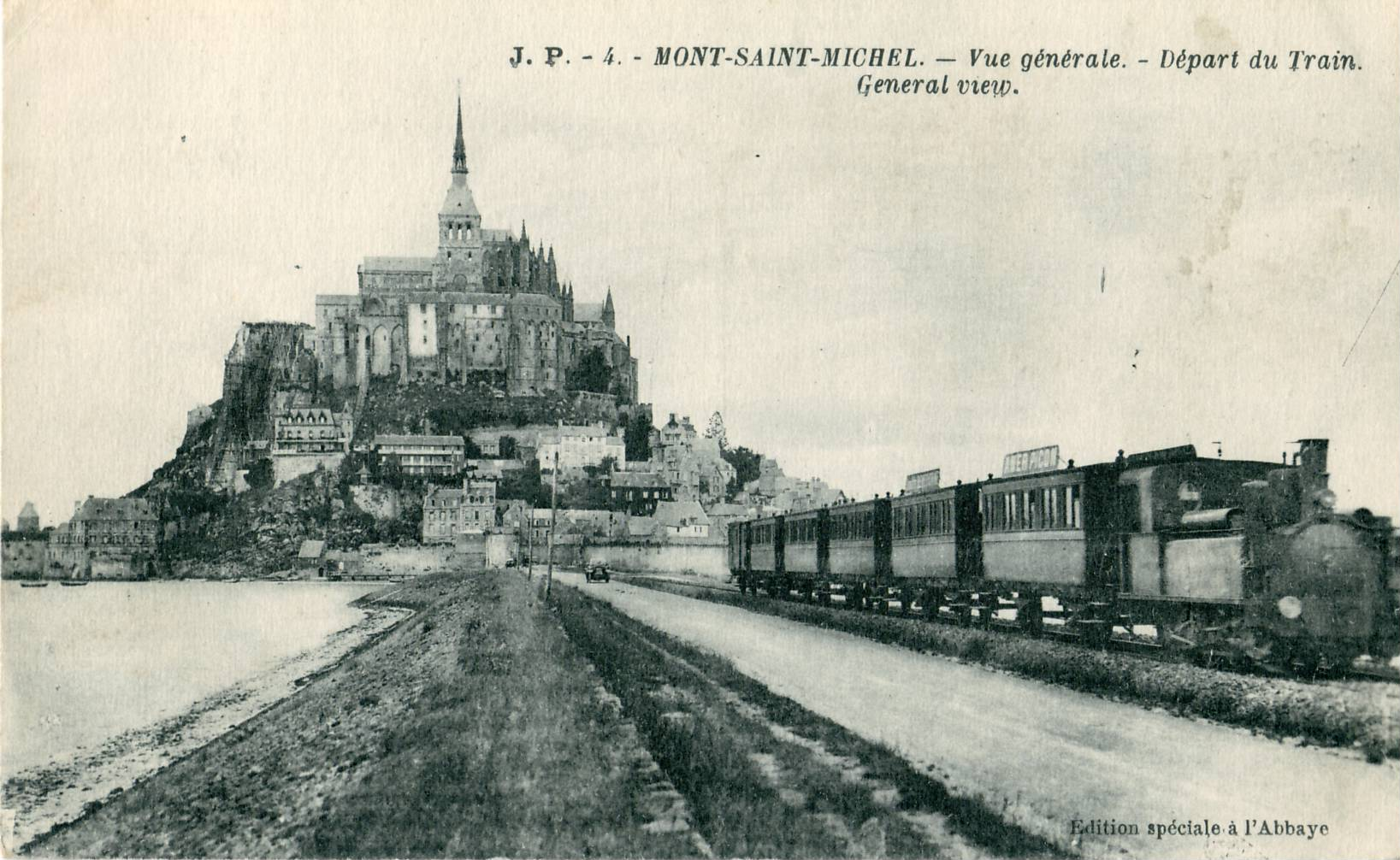
Le train s'éloigne du Mont.

La Compagnie des tramways normands (TN) est une société anonyme qui va construire et exploiter plusieurs lignes d'intérêt local dans le département de la Manche dans la première moitié du XXe siècle.

## Histoire
La compagnie est créée en 1901 par messieurs Baert et Beldant. Ces derniers ont obtenu deux concessions dans le département de la Manche. Elle disparaît en 1928, remplacée par la compagnie des chemins de fer normands.

## Lignes

### Ligne de Pontorson au Mont-Saint-Michel
La ligne Pontorson - Mont-Saint-Michel est ouverte en 1901. La concession est initialement attribuée à  messieurs Baert et Beldant.

### Ligne d'Avranches à Saint-James
La concession accordée au département de la Manche est rétrocédée à messieurs Baert et Beldant en 1899 puis de nouveau rétrocédée à la compagnie TN. Elle met en service cette ligne d'Avranches à Saint-James en 1901.